# Загін особливого призначення (фільм, 2011)
«Загін особливого призначення» (фр. Forces spéciales) — французький бойовик режисера Стефана Рібоджада. Прем'єра в Україні відбулася 1 грудня 2011 року.

## Сюжет
Молода французька журналістка викрадена в Афганістані талібами. Уряд Франції відмовляється виконувати умови викрадачів. Тоді таліби розміщують в Інтернеті жорстоке відео зі зворотним відліком часу до її страти. На виручку дівчині вирушає елітний загін французького спецназу. Але мало відбити жертву у бандитів, потрібно ще вивести її на Велику землю. Повернення додому стає хрещеним шляхом і для цивільної журналістки, і для бувалих вояків-спецназівців.

## Знімання
Знімання проходило у Франції, Таджикистані і Джибуті.

## У ролях
- Діана Крюгер — Ельза
- Джимон Гонсу — Ковакс
- Бенуа Мажимель — Тік-Так
- Дені Меноше — Лукас
- Рафаель Персонас — Еліас
- Ален Фіглаж — Віктор
- Ален Алівон — Маріус
- Мехді Неббу — Амін
- Раз Деган — Заеф
- Чеки Каріо — Гюзеннек
- Жанна Бурно — Алекс
- Енн Кейлон — Жанна
- Ельза Леві — Клер